# Tomasee
Der Tomasee, rätoromanisch Lag da Toma oder Lai da Tuma, ist ein See im Kanton Graubünden in den Schweizer Alpen. Er wird vom Rein da Tuma durchflossen und liegt in der Gotthard-Gruppe auf 2344 m ü. M., unterhalb des Badus, unweit von Tschamut/Sedrun und in der Nähe des Oberalppasses.

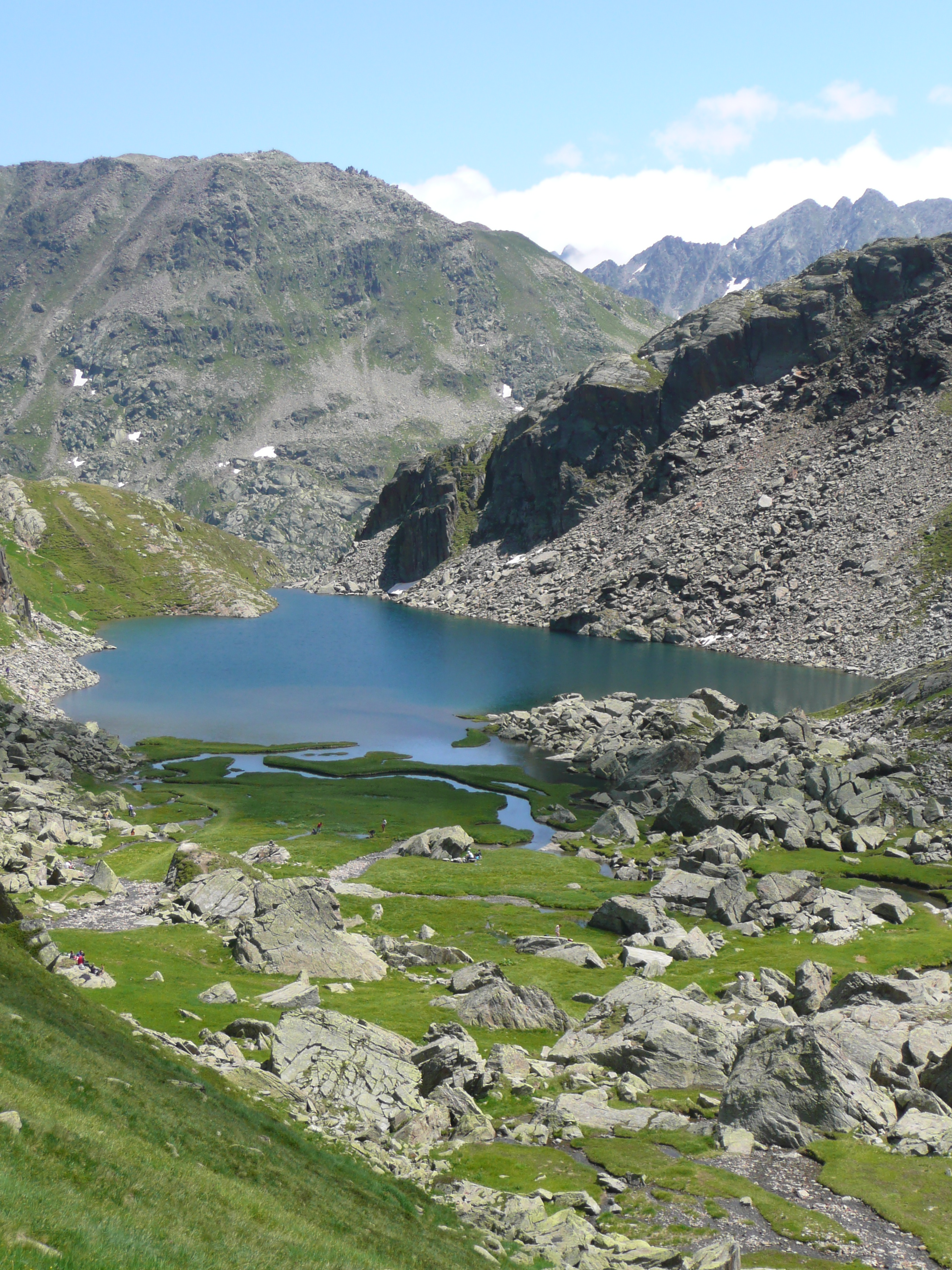
Der See von Westen

Der Tomasee gehört zum Einzugsgebiet des Vorderrheins und wird als Rheinquelle angesehen. Der rund 1200 Meter lange, in den See mündende Bach wird im Verzeichnis des schweizerischen Bundesamts für Landestopografie bereits als Rhein bezeichnet.
Der Tomasee ist Teil des Bundesinventars der Landschaften und Naturdenkmäler von nationaler Bedeutung der Schweiz. Im Winter friert der See zu und wird von Schnee bedeckt.
Im Norden, 150 Höhenmeter über dem See, liegt die Badushütte (2502 m ü. M.).

## Name
Der Name stammt aus dem Rätoromanischen. Er verweist auf die topographische Lage des Sees: Mit «Tuma» für Hügel bedeutet der Name «See beim Hügel», beschreibt also seine Lage in einer Senke.

## Wanderrouten
Vom Oberalppass führt ein als Schweizer Bergweg markierter, unproblematischer Wanderweg in rund zwei Stunden zum See. Ein anstrengenderer, längerer Weg führt vom Oberalppass über den Pazolastock (2739 m ü. M.) und die Badushütte zum Tomasee.
Beide Wege zusammen bilden den Pazolastock-Rheinquelle-Weg, einen lokalen Rundwanderweg (zehn Kilometer in viereinhalb Stunden). Die erste Etappe des Fernwanderwegs Vier-Quellen-Weg vom Oberalppass über die Maighelshütte und weiter zur Vermigelhütte passiert den Tomasee ebenfalls.

## Sagen rund um den Tomasee
Die Rheinquelle ist ein mystischer Ort voller Sagen. Es gibt zum Beispiel die Erzählung zu einem besonderen Hüter des Gebietes des Tomasees, dem Pazolamännchen. Weiter soll auch eine Nixe im Tomasee wohnen. Die Quellnixe Mariuschla sorgte einst dafür, dass immer genügend Wasser in der Quelle vorhanden ist. Und auch die Fee vom Tomasee hat eine spezielle Aufgabe am Fusse des Badus.